# Võsu
Võsu är en småköping (estniska: alevik) som utgör centralort i Haljala kommun i landskapet Lääne-Virumaa i norra Estland. Orten ligger vid södra stranden av bukten Käsmu laht där ån Võsu jõgi har sitt utflöde. Här finns bland annat en grundskola, ett bibliotek och en strandklubb. Området ingår i Lahemaa nationalpark.
1971 förenades orten med den närliggande byn Käsmu och fick status som köping (estniska: alev). Mellan 1992 och 1999 utgjorde köpingen en egen kommun (köpingskommun, estniska: alevvald) för att därefter bli centralort för dåvarande Vihula kommun med status som småköping. Sedan kommunreformen 2017 är orten centralort i den utvidgade kommunen Haljala.
I kyrkligt hänseende hör orten till Haljala församling inom den Estniska evangelisk-lutherska kyrkan.